# Rejon trościański (obwód winnicki)
Rejon trościański – jednostka administracyjna w składzie obwodu winnickiego Ukrainy.
Powstał w 1923. Ma powierzchnię 860 km² i liczy około 43 tysięcy mieszkańców. Siedzibą władz rejonu jest Trościaniec.
W skład rejonu wchodzą 1 osiedlowa rada oraz 17 silskich rad, obejmujących 28 wsi i 8 osad.

## Miejscowości rejonu
- Aleksandrówka (Олександрівка)
- (Бережанка)
- Batoh (Батіг) uroczysko
- Budy (Буди)
- Czetwertynówka (Четвертинівка)
- Cybulówka (Цибулівка)
- Demydówka (Демидівка)
- Demkowce (Демківка)
- (Демківське)
- (Довжок)
- (Дубина)
- (Дубівка)
- (Глибочанське)
- (Глибочок)
- Gordyjówka (Гордіївка)
- Eliaszówka[1] (Ілляшівка)
- Kapuściany (Капустяни)
- Kitajgród (Китайгород)
- Kozińce (Козинці)
- (Красногірка)
- Ładyżyn (Ладижинське)
- Letówka (Летківка)
- (Митківка)
- (Нова Ободівка)
- Obodówka (Ободівка)
- (Оляниця)
- (Підлісне)
- Sawińce (Савинці)
- Sewerynówka (Северинівка)
- Skibińce (Скибинці)
- Stratyjówka Mniejsza (Мала Стратіївка)
- Stratyjówka Większa (Велика Стратіївка)
- Torkanówka (Торканівка)
- Trościaniec (Тростянець)
- Trościańczyk (Тростянчик)
- Wierzchówka (Верхівка)
- (Верхівське)
- (Зелений Довжок)